# TV Globo
A TV Globo (ismertebb nevén: Globo) brazil televíziótársaság, egyben egy média konglomeráció. Az amerikai kontinens egyik legnagyobb hálózata, világviszonylatban pedig a negyedik, napi 120 millió nézője van.
A Globo központja Rio de Janeiróban, a Jardim Botânico negyedben található.

## Története
Az első adás 1965. április 26-án volt, aminek tulajdonosa Roberto Marinho volt 2003-ban bekövetkezett haláláig. A Globo mára az egyik legnagyobb televízióvá nőtte ki magát, a legismertebb brazil szappanoperákat gyártja emellett hírműsorokat és sporteseményeket is közvetít, a többi portugál nyelvű országnak küld műsorokat is, amiket a helyi akcentussal beszélt portugálra szinkronizálnak.

## Elérhetőségei
A Globo analóg és digitális műsorszórásban, illetve normál és nagy felbontásban is fogható. A digitális, HD felbontású adás 2007 decemberétől fogható São Paulo, Rio de Janeiro, Belo Horizonte és Brazíliaváros vételkörzeteiben. A televízió lefedettsége csaknem teljes: Brazília területének 98,53%-ában elérhető.

## Kiküldött tudósítói
Amerikai kontinens:
- San Francisco
- New York
- Washington
- Buenos Aires

Európa:
- Lisszabon
- London
- Párizs
- Róma

Közel-Kelet:
- Jeruzsálem
- Bejrút

Ázsia:
- Peking
- Tokió

## Központjai
- Globo Minas (Belo Horizonte)
- Globo Brasília (Brazíliaváros)
- Globo Nordeste (Recife)
- Globo Rio de Janeiro (Rio de Janeiro)
- Globo São Paulo (São Paulo)

## Külső hivatkozások
- Hivatalos honlap
- TV Globo a Twitteren